# Boualem Belaouane
Pour les articles homonymes, voir Boualem (homonymie).
Boualem Belaouane est un boxeur algérien né le 13 mars 1961 à Alger.

## Carrière
Champion d’Algérie amateur à 3 reprises dans la catégorie poids légers, il représente son pays aux Jeux olympiques de Moscou en 1980 et s'incline en quart de finale. N'ayant pu entamer une carrière professionnelle car ce statut n’existait pas en Algérie à cette époque, Boualem s'est reconverti en tant qu'entraîneur auprès de la garde républicaine.